# News from Babel
I News from Babel sono stati un gruppo musicale avant-prog inglese fondato nel 1983 da Chris Cutler, Lindsay Cooper, Zeena Parkins e Dagmar Krause. Si sciolsero nel 1986 dopo aver inciso due album in studio nei quali hanno suonato diversi musicisti, tra cui Robert Wyatt.

## Storia
Dopo lo scioglimento degli Henry Cow nel 1978 si erano formati gli Art Bears (1978–1981), gruppo che comprendeva il batterista Chris Cutler, il multistrumentista Fred Frith e la cantante Dagmar Krause, ex membri degli Henry Cow. I New from Babel si formarono dopo lo scioglimento degli Art Bears con Cutler, Krause, l'ex fiatista degli Henry Cow Lindsay Cooper, e l'arpista statunitense Zeena Parkins. Proseguirono il percorso tracciato dai due gruppi che li precedettero e in entrambi gli album, pubblicati dall'etichetta indipendente Recommended Records fondata da Cutler nel 1978, i testi furono affidati a Cutler mentre la Cooper scrisse le musiche. In confronto alla musica degli Henry Cow, quella scritta dalla Cooper per i News from Babel ne mantiene lo stile ma è più lineare, con meno concessioni alla sperimentazione. L'originale strumentazione utilizzata si rifà alla musica da camera, mentre i testi sono influenzati dai lavori di Bertolt Brecht e Kurt Weill.
Cutler scelse il nome del gruppo e scrisse alcuni brani del primo album ispirandosi al libro del 1975 di George Steiner After Babel (Dopo Babele): gli piacque l'idea di un libro inteso come lettera o notiziario da un luogo la cui sorte era segnata ma pieno di speranze. Nel 1983 incisero l'album Work Resumed on the Tower, il cui titolo si riferisce alla Torre di Babele (Tower of Babel), con il cantante Phil Minton in qualità di ospite. Nello stesso periodo registrarono il singolo Contraries, una composizione della Parkins e Cutler pubblicata assieme all'album nel 1984.
Nel 1986 uscì il secondo album Letters Home, nel quale la Krause collaborò come ospite dopo che aveva lasciato il gruppo. Altri musicisti presenti furono i cantanti Robert Wyatt, Sally Potter e Phil Minton, e il chitarrista Bill Gilonis dei The Work, che fu anche il produttore. Nel corso della loro breve storia, i News from Babel si esibirono esclusivamente in studio. Gli unici tre concerti in cui suonarono i suoi membri furono quelli del novembre 2014 per commemorare la Cooper, morta l'anno prima. Oltre ai News from Babel, si riunirono e suonarono tutti assieme per queste tre date gli Henry Cow, The Lindsay Cooper’s Music for Films e gli Oh Moscow, le principali band in cui la Cooper aveva militato.

## Formazione
- Lindsay Cooper – tastiere, fagotto, sassofono sopranino e contralto, corni, marimba
- Chris Cutler – batterie, percussioni e strumenti elettrici
- Zeena Parkins – arpe, accordion
- Dagmar Krause – voce (1983–1984)

### Ospiti
- In Work Resumed on the Tower
  - Phil Minton –  tromba, voce
  - Georgie Born –  basso

In Letters Home
  - Robert Wyatt – voce
  - Dagmar Krause – voce
  - Sally Potter – voce
  - Phil Minton – voce
  - Bill Gilonis – chitarra, basso

## Discografia

### Album
- 1984 Work Resumed on the Tower - Recommended Records
- 1986 Letters Home - Recommended Records
- 1990 Work Resumed on the Tower/Letters Home (contenente i due album) - Recommended Record
- 2006 Complete (cofanetto comprendente i due album e il singolo rimasterizzati) - Recommended Records

### Singolo
- 1984 Contraries - Recommended Records